# Incidente della foresta di Rendlesham
Per incidente della foresta di Rendlesham si intende una serie di avvistamenti di luci, o presunti tali, e di un presunto oggetto sconosciuto nella foresta di Rendlesham, nel sud dell'Inghilterra, nelle notti tra il 26 e il 28 dicembre del 1980, appena al di fuori della base della RAF di Woodbridge, usata al momento dalla US Air Force. 
È ritenuto uno dei più famosi eventi di simulazioni di UFO avvenuti in Gran Bretagna, ma secondo gli ufologi le dichiarazioni dell'ex vice comandante Halt confermano la tesi ufologica. 

## Cronologia degli eventi
Nella notte del 26 dicembre del 1980 un soldato della base aerea statunitense di Woodbridge che faceva una ronda di servizio vide una luce rossa particolarmente forte che sembrava provenire dalla vicina foresta di Rendlesham. Pensando alla caduta di un aereo, il soldato si mise in contatto con la torre di controllo della base, che rispose che non c'era in corso alcun volo né da Woodbridge né dalla vicina base di Bentwaters. Le autorità della base decisero di inviare in pattuglia di tre uomini per accertare i fatti. Vennero così inviati il sergente James Penniston e gli avieri John Burroughs ed Edward Cabansag.
I tre uomini penetrarono nella foresta, dove udirono rumori stranamente forti di versi di animali, come se le bestie della foresta fossero in preda al panico. Avvicinandosi alla fonte luminosa, i tre uomini finirono per arrivare in una radura, al centro della quale videro una forte luce di colore tra il giallo e il bianco, che in basso proiettava una forte luce blu, mentre in alto era sormontata da una luce rossa intermittente. Avvicinandosi ulteriormente, il sergente Penniston si accorse che si trattava di un oggetto metallico di forma piramidale, che sembrava poggiare su una specie di treppiede. All'improvviso, l'oggetto si alzò di circa un metro e partì muovendosi in orizzontale verso la foresta con una traiettoria a zig-zag. I tre militari cercarono di riprendere contatto con l'oggetto, ma prima che potessero raggiungerlo decollò verticalmente e sparì quasi istantaneamente dalla loro vista. Il giorno dopo, una pattuglia scoprì tre tracce sul terreno nel luogo dove la notte precedente si trovava l'oggetto; vennero fatti dei calchi delle tracce riscontrate e delle misurazioni di radioattività, che indicarono una presenza di radiazioni superiore alla norma.
Due giorni dopo, il 28 dicembre, il capo della polizia militare della base, avvertito da una pattuglia di guardia, chiamò il tenente colonnello Charles Halt (che in quel momento dirigeva la base in sostituzione del comandante, colonnello Ted Conrad) per avvertire che l'UFO era ritornato. Deciso ad accertare l'origine del fenomeno, l'ufficiale radunò una dozzina di uomini e decise di prendere personalmente il comando della squadra. Giunti ai margini della foresta, gli uomini si accorsero che c'erano delle interferenze che disturbavano le comunicazioni radio.
Avanzando nella foresta, la squadra vide una forte luminosità nella zona dove era apparsa due notti prima; un soldato equipaggiato di contatore Geiger fece una misurazione e confermò i livelli di radioattività del 26 dicembre. Ad un tratto, gli uomini videro un oggetto a forma di ellisse, estremamente luminoso, di colore rosso ma con il centro più scuro, che fluttuava in mezzo agli alberi a 4 metri circa dal suolo e si dirigeva verso est. Immediatamente, i militari andarono in direzione dell'oggetto che sembrava allontanarsi da loro e lo seguirono finché giunsero ad una barriera di filo spinato che segnava il confine con il campo di un agricoltore locale. L'UFO continuò la traiettoria e arrivò in mezzo al campo al di là del filo spinato; il ten. colonnello Halt lo osservò bene e disse in seguito che "sembrava fatto di acciaio fuso". Gli uomini sentirono versi di animali, che come due notti prima sembravano spaventati.
All'improvviso gli uomini sentirono un rumore che assomigliava al lampo di un flash al sodio e videro che l'UFO si era diviso in cinque oggetti bianchi luminosi che si alzarono verso il cielo. Avanzando lungo il confine della proprietà dell'agricoltore, gli uomini continuarono a vedere tre di questi oggetti luminosi che volavano verso il cielo seguendo traiettorie oblique e producevano ad intermittenza luci rosse, verdi e blu. Halt contattò la difesa aerea che affermò che nella zona non c'era alcun segnale radar di oggetti in volo. Gli uomini continuarono ad osservare per circa un'ora il movimento a zig-zag dei tre oggetti luminosi, finché il ten. colonnello Halt diede l'ordine di rientrare alla base.
Le foto e i film dell'osservazione apparvero sfocati e non poterono essere utilizzati per analizzare il fenomeno. Il 13 gennaio 1981 il tenente colonnello Halt inviò un rapporto sui fatti al Ministero della Difesa britannico.

## Tesi ufficiale
L'USAF affermò che su questi fatti non c'è stata alcuna inchiesta ufficiale in relazione a presunte ipotesi ufologiche, in quanto dopo la chiusura del Progetto Blue Book le forze armate statunitensi avevano cessato di investigare sugli UFO.

## Argomenti ufologici
Alcuni ufologi hanno fatto rilevare che in concomitanza dell'avvistamento da parte dei militari anche alcuni civili hanno osservato luci che si muovevano in cielo a zig-zag. Pertanto, la molteplicità dei testimoni militari e civili e lo stato di servizio del tenente colonnello Halt permetterebbero di escludere la tesi di uno scherzo o di una frode.

## Spiegazione del fenomeno
Sui fatti di Rendlesham sono state avanzate diverse spiegazioni. È stato anzitutto osservato che a qualche chilometro dalla base si trova il faro di Orford Ness, con dei fasci luminosi abbastanza potenti. Inoltre in quei giorni, come ha confermato lo specialista britannico John Mason, è stato osservato un bolide luminoso nel sud dell'Inghilterra. Le tracce sul terreno rilevate nel bosco la mattina del 27 dicembre potrebbero anche essere state lasciate da animali. L'osservazione dell'oggetto metallico fatta dal sergente Penniston sarebbe un errore di interpretazione dovuto alla scarsa visibilità notturna. Quanto alle misurazioni della radioattività, è stato accertato che l'apparecchio usato non era tarato per tenere conto della radiazione di fondo.
Mettendo insieme questi fatti, il divulgatore scientifico Ian Ridpath ha spiegato i fatti con una serie di errori di interpretazione. La prima osservazione, fatta da un soldato il 26 dicembre, potrebbe essere relativa al bolide, mentre le successive osservazioni di luce potrebbero essere relative a giochi di luce causati dal faro di Orford Ness.
Lo scettico Steuart Campell concorda con l'ipotesi del bolide, ma per il resto ha dato una spiegazione alternativa, chiamando in causa la nave-faro Shipwash, la cui luce sarebbe anch'essa visibile dal luogo dove sono avvenuti i fatti.
Una spiegazione alternativa a quella del bolide è che le luci osservate la notte del 26 dicembre avrebbero potuto essere quelle di una macchina della polizia guidata dal poliziotto Kevin Conde, che avrebbe modificato i lampeggiatori della sua vettura; Conde però ha smentito la cosa, affermando che in quei giorni era in vacanza in occasione delle feste natalizie e pertanto non era stato di pattuglia. Altre possibili spiegazioni hanno chiamato in causa il rientro nell'atmosfera dell'ultimo stadio di un razzo vettore che in quei giorni mise in orbita un satellite spia sovietico.
È stata anche fatta notare la presenza nella zona di un centro di ricerca della NSA dedicato allo studio delle tecnologie laser, pertanto le luci osservate avrebbero anche potuto essere causate da qualche esperimento condotto in questo centro.
Secondo lo scettico Larry Robinson, ricercatore dell'Indiana University, in alternativa all'ipotesi del faro si può ritenere che le luci osservate nella foresta da alcuni uomini di pattuglia potessero essere le torce elettriche di altre pattuglie. Robinson ha inoltre ipotizzato che la storia dell'atterraggio dell'UFO sia stata un depistaggio, organizzato da un gruppo di militari di cui faceva parte il tenente colonnello Halt, per coprire le operazioni di recupero di un satellite-spia.

## Sviluppi successivi
Nel 2003 l'ex agente della polizia militare Kevin Conde ha confessato che l'avvistamento del 26 dicembre era uno scherzo organizzato da lui, che accese improvvisamente i lampeggiatori e i proiettori dell'auto di pattuglia. Visto il clamore suscitato, Conde ha sempre negato il suo coinvolgimento per evitare sanzioni, ma essendo ormai a riposo ed essendo scaduti i termini per la punibilità, si era deciso a dire la verità. È stato inoltre accertato che quella sera solo il sergente Penniston riferì di avere visto un oggetto, mentre gli altri uomini di pattuglia videro solo delle luci; la testimonianza di Penniston non è da considerarsi affidabile, in quanto contiene diverse incongruenze.
Nel 2011 il colonnello Conrad, ex comandante della base, affermò che la notte del 28 dicembre solo il tenente colonnello Halt vide un oggetto sconosciuto e luci strane che salivano verso il cielo; quando fu avvisato via radio dell'avvistamento di un UFO, Conrad uscì dagli alloggi della base insieme alla moglie e ad altri ufficiali accompagnati a loro volta dalle mogli, ma nessuno vide in cielo nulla di anomalo. Secondo Conrad, le luci osservate quella notte nella foresta da alcuni uomini di pattuglia potevano avere spiegazioni convenzionali, ma la storia dell'atterraggio dell'UFO sarebbe una bufala, dato che nessuno degli uomini che erano usciti con Halt l'avrebbe confermato. Secondo l'ufologo scettico David Clarke, Halt potrebbe avere avuto un'allucinazione. Nonostante queste recenti rivelazioni, gli ufologi ritengono che sulla vicenda vi sia un elevato livello di insabbiamento e che le testimonianze di Conde e Conrad non siano veritiere.